# Petrella
«Петрелла» (итал. Petrella) — немецкое торговое судно, построенное во Франции в 1923 году. 8 февраля 1944 года торпедировано британской подводной лодкой Sportsman (P229), в результате погибло 2 670 итальянских военнопленных и около 1 000 немецких солдат.

## История
Грузопассажирский лайнер «Пастер» (фр. Pasteur) был одним из девяти кораблей, построенных по заказу французского правительства для восстановления численности торгового флота, понесшего большие потери во время Первой мировой войны. Судно было спущено на воду 3 февраля 1923 года на верфи Ateliers et Chantiers de la Gironde в Гавре. 11 июля постройка была завершена, судно продано в Байонну компании Plisson et Cie и 10 августа отправилось в первый рейс. В следующем году «Пастер» был продан Cie des Chargeurs Français и 1925 году зафрахтован Compagnie Navale de l'Océanie для рейсов в Новую Каледонию. В 1928 году судно было продано Compagnie Générale d'Armement Maritime (CGAM) и переименовано в «Аверон» (фр. Aveyron). Оператором стала компания Compagnie Générale Transatlantique (CGT), которая в итоге приобрела в 1939 году.
10 июля, после подписания Компьенского перемирия, «Аверон» был передан Италии вместе с двумя танкерами Massis и Beauce в качестве компенсации за потерю трёх итальянских торговых судов. Лайнер был переименован в «Капо Пино» (итал. Capo Pino).

## Последствия выхода Италии из коалиции Оси
За успешным захватом Союзниками Сицилии последовала высадка на материковой Италии 3 сентября 1943 года. 8 сентября Италия подписала перемирие с Союзниками, что привело к началу оккупации Италии немецкими войсками.
Греческий остров Крит был захвачен немецкими и итальянскими войсками в мае 1941 года. По состоянию на сентябрь 1943 года итальянский гарнизон на Крите, занимавший восточную часть острова (Ласитион), был представлен 51-й пехотной дивизией «Сиена» численностью 21 700 человек. После объявления Италией перемирия с союзниками итальянцы были разоружены Вермахтом. Как и в других случаях, им был предоставлен выбор — интернирование и отправка в Германию на принудительные работы или продолжение службы на стороне нацистской Германии. Примерно десятая часть итальянцев выбрала продолжение службы на стороне Германии и из них был сформирован Итальянский добровольческий легион «Крит» (итал. Legione Italiana Volontari Creta).

## Потопление
«Капо Пино» был захвачен немцами 8 сентября 1943 года в Патрах. Лайнер был переименован в «Петреллу» и передан немецкой государственной компании Mittelmeer-Reederei, управлявшей реквизированными судами в Средиземноморье под контролем Вермахта. Зимой 1943 года «Петрелла» начала транспортировку грузов и военнопленных с Крита на материковую Грецию. В последний рейс судно вышло 8 февраля 1944 года. На борту было размещено в условиях крайней тесноты 3173 итальянских военнопленных и 1500 немецких солдат. Помимо пассажиров в трюме находился груз оружия и боеприпасов.
Выход из бухты Суда к северу от Крита патрулировала британская подводная лодка Sportsman (P229), которая заметила судно и выпустила четыре торпеды, две из которых попали в цель. «Петрелла» продержалась на плаву почти четыре часа, в течение которых немецкая охрана не давала заключённым подняться из трюмов, расстреливая пытавшихся покинуть судно. Подлодка выпустила ещё одну торпеду, попадание которой привело к сильному взрыву и стремительному затоплению судна в точке 35°32′ с. ш. 24°18′ в. д.. Спаслось 475 итальянцев и около 500 немцев.